# Bruzdy
Bruzdy (tyt. oryg. Brazdat) – albański film fabularny z roku 1973 w reżyserii Kristaqa Dhamo, na podstawie powieści Dhimitra Xhuvaniego.

## Opis fabuły
Akcja filmu rozgrywa się w jednym z kołchozów w okresie albańskiej rewolucji kulturalnej (rewolucjonizacji). Pragnieniem Marty jest praca traktorzystki, a swoim zaangażowaniem zyskuje podziw kołchozowej społeczności. Jej mąż Adem nie potrafi troszczyć się o traktor tak, jak jego żona, nie umie też naprawić zepsutej maszyny, co wznieca konflikty rodzinne. Film o wyraźnym przesłaniu ideologicznym, ukazuje porażkę osoby myślącej egoistycznie i nieakceptującej awansu społecznego kobiet. Z uwagi na okres powstania filmu w krajobrazie Albanii dominują rzadko spotykane w Europie traktory produkcji chińskiej.
Film realizowano we Wlorze.

## Obsada
- Besa Imami jako Marta
- Pandi Siku jako Adem
- Astrit Çerma jako Zenel
- Muhamet Sherri jako brygadzista
- Ilia Shyti jako urzędnik
- Albert Verria jako Selo, ojciec Adema
- Sotiraq Bratko jako Skënder
- Elida Topçiu jako Nora
- Suzana Zekthi jako Shpresa
- Liza Laska jako krawcowa
- Ndrek Luca jako brat Adema
- Sandër Prosi jako Sulo, ojciec Adema
- Alfred Bualoti
- Myqerem Ferra
- Arqile Nesho
- Vangjel Myzeqari
- Nestor Pogaçe
- Neki Shkaba
- Mihal Stefa
- Gaqi Vishi